# Рао Сатал
Сатал (гінді राव सातल; д/н — 13 березня 1492) — рао Марвару у 1489—1492 роках.

## Життєпис
Походив з династії Ратхор. Син рао Джодхи та Джасмадежі (з династії Хада — рао князівства Бунді). Посів трон 1489 року. Проодовжив політику попередника, забезпечивши загалмо незалежність Марвару від Делійського султанату, де в цей час почалася боротьба за владу. 1490 року його дружина Бгатіяні Пхулам (відома також як Пул Канвар) фундувала храм Пхулелао Тала.
Відомий насамперед звитяжною смертю. 1492 року афганські воякі викрали 140 дівчат із села поблизу Мерти. У відповідь рао Сатал вирушив рятувати дівчат, незважаючи на раджпутську традицію не вступати в бій після заходу сонця. У битві вступив в герць з афганським командувачем Гудхла Ханом, отримавши смертельне поранення, а й сам Сатала відрубав супротивникові голову. Сатал врятував дівчат і особисто відвів їх до їхнього села, але від отриманих ран він помер тієї ж ночі. Одна з дівчат взяла голову Гудхла Хана та показала її всьому місту. На ознаменування цієї події в березні в Марварі проводиться фестиваль.
Після смерті Сатала його дружини здійснили саті. Йому спадкував брат Суджа.